# Prionium
Prionium é um género botânico pertencente à família Thurniaceae.
1. ↑  «Prionium — World Flora Online». www.worldfloraonline.org. Consultado em 19 de agosto de 2020